# Miloslavov
Miloslavov (en hongrois Annamajor) est un village de Slovaquie situé dans la région de Bratislava.

## Histoire
Première mention écrite du village en 1332-1337.

## Démographie

### Évolution de la population
| Année:               | 1994. | 2004.    | 2014.     | 2024.     |
| -------------------- | ----- | -------- | --------- | --------- |
| Nombre de personnes: | 751   | 999      | 2134      | 6548      |
| Différence:          |       | +33,02 % | +113,61 % | +206,84 % |

| Année:               | 2023. | 2024.   |
| -------------------- | ----- | ------- |
| Nombre de personnes: | 6078  | 6548    |
| Différence:          |       | +7,73 % |